# Uatshet
Uatshet ('La cobra') fou el nom del nomós X de l'Alt Egipte, dit igualment nomós d'Afroditòpolis. La capital fou Djebu (Afroditòpolis, avui en dia Qaw al-Kabir). Els déus foren Set, Maahes i Nemti (aquest amb un temple dedicat a la capital).